# Fosse Audiffret-Pasquier
Pour les articles homonymes, voir Audiffret et Pasquier.
La fosse Audiffret Pasquier, Audiffret-Pasquier ou Gaston d'Audiffret-Pasquier de la Compagnie des mines d'Anzin est un ancien charbonnage du Bassin minier du Nord-Pas-de-Calais, situé à Escaudain. Les puits sont commencés en 1880 et la fosse commence à produire en 1884. Le puits no 2 est équipé d'un chevalement et est destiné à l'extraction. Le puits no 1 n'a pas de chevalement et assure l'aérage. Des cités sont construites aux abords de la fosse, et deux terrils coniques sont constitués par les déchets.
La Compagnie des mines d'Anzin est nationalisée en 1946, et intègre le Groupe de Valenciennes. L'entrée d'air est assurée par la fosse Lambrecht à Wallers. La production est traitée au lavoir d'Escaudain. Le 1er mai 1956, la fosse Audiffret-Pasquier est concentrée sur la fosse Saint-Mark, et cesse d'extraire après avoir produit 10 817 000 tonnes de houille. La fosse Audiffret-Pasquier est ensuite affectée au service et à l'aérage de la fosse Saint-Mark jusqu'en 1967, date à laquelle ses puits profonds de 763 mètres sont remblayés et ses installations détruites. Le terril no 152, Audiffret Nord, est totalement exploité, il n'en reste que sa base, alors que le terril no 153, Audiffret Sud, est conservé.
Un sondage de décompression est entrepris à 27 mètres au nord du puits no 2 en 1989. Au début du XXIe siècle, Charbonnages de France matérialise les têtes des puits nos 1 et 2. Le seul vestige de la fosse est son entrée. Les cités ont été rénovées, et les terrils sont des espaces de promenade. Le terril conique n° 153, la cité pavillonnaire Alsace, la cité de corons Audiffret, les maisons d’ingénieurs Audiffret, le laboratoire et le centre médical de la Société de Secours minière, le groupe scolaire de la cité Audiffret, et la cité pavillonnaire Couture, ont été classés le 30 juin 2012 au patrimoine mondial de l'Unesco.

## La fosse
Cinq ans après la mise en service de la fosse Chabaud-Latour à Condé-sur-l'Escaut, la Compagnie des mines d'Anzin décide d'ouvrir une nouvelle fosse à Escaudain.

### Fonçage

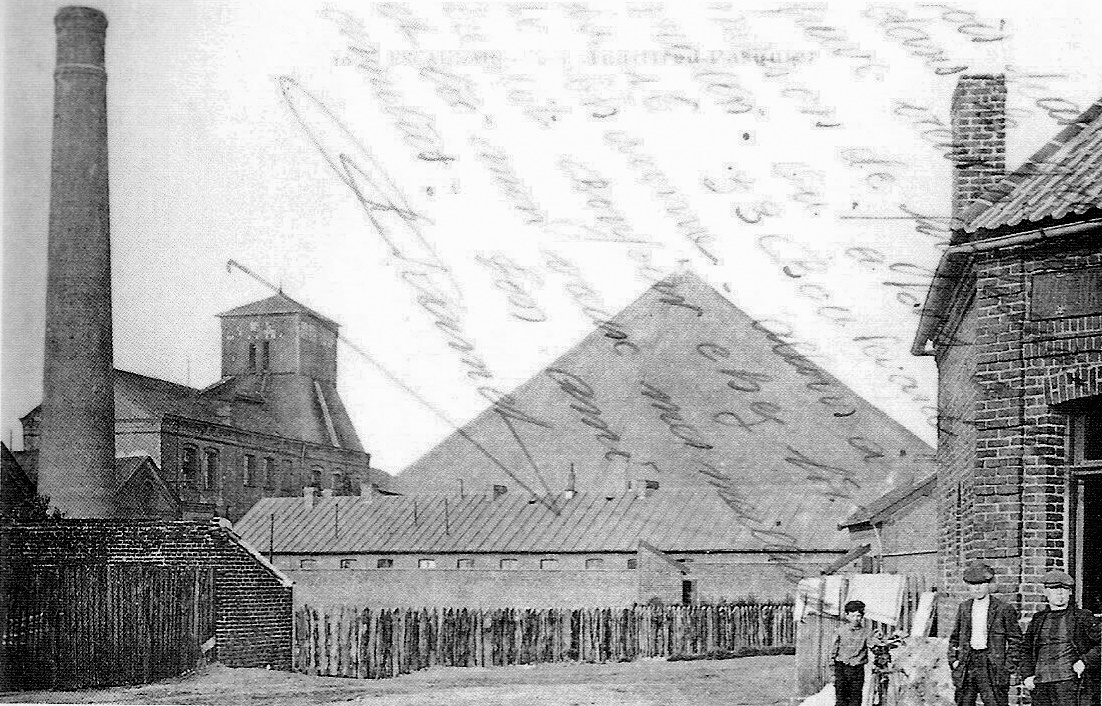
La fosse avant la guerre.

Les deux puits sont commencés en 1880 au nord de la commune. Le terrain houiller est atteint à la profondeur de 96 mètres. Le puits no 2 est entrepris à quarante mètres au nord-nord-ouest du puits no 1. La fosse est nommée en l'honneur de Gaston d'Audiffret-Pasquier pour sa part active dans les négociations qui ont abouti aux Lois constitutionnelles de 1875.

### Exploitation
La fosse commence à extraire en 1884 du charbon demi-gras. Les deux puits sont alors profonds de 296 mètres. L'extraction est assurée par le puits no 2 alors que le puits no 1 est affecté à l'aérage, ce dernier n'est d'ailleurs pas équipé de chevalement. La fosse est endommagée durant la Première Guerre mondiale.
La Compagnie des mines d'Anzin est nationalisée en 1946, et intègre le Groupe de Valenciennes. La fosse Lambrecht, sise au sud-ouest de Wallers, et à 2 036 mètres à l'est-nord-est de la fosse Audiffret Pasquier, est entrée d'air. La houille extraite est traitée au lavoir d'Escaudain. Le 1er mai 1956, la fosse Audiffret Pasquier est concentrée sur la fosse Saint-Mark, sise sur la même commune à 2 310 mètres à l'est-sud-est. Elle cesse alors d'extraire après avoir remonté 10 817 000 tonnes de houille. La fosse Audiffret Pasquier est ensuite affectée au service et à l'aérage de la fosse Saint-Mark jusqu'en 1967, date à laquelle les puits profonds de 763 mètres sont remblayés et les installations détruites.

### Reconversion
Un sondage de décompression est entrepris à 27 mètres au nord du puits no 2 du 14 avril au 13 octobre 1989. Sa profondeur atteint 172,92 mètres. Au début du XXIe siècle, Charbonnages de France matérialise la tête de puits. Le BRGM y effectue des inspections chaque année. Le seul vestige de la fosse est son entrée.

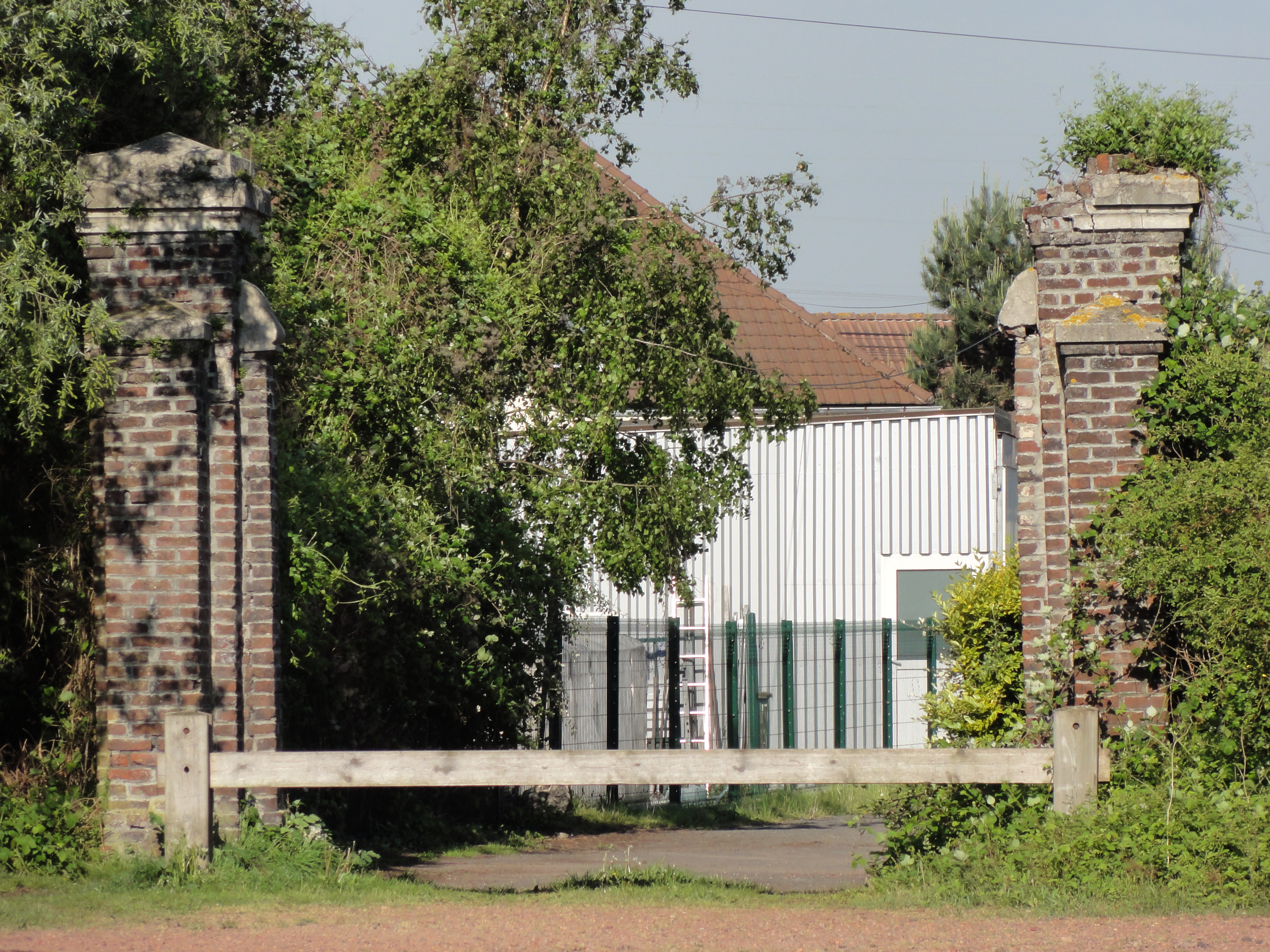
L'entrée de la fosse.
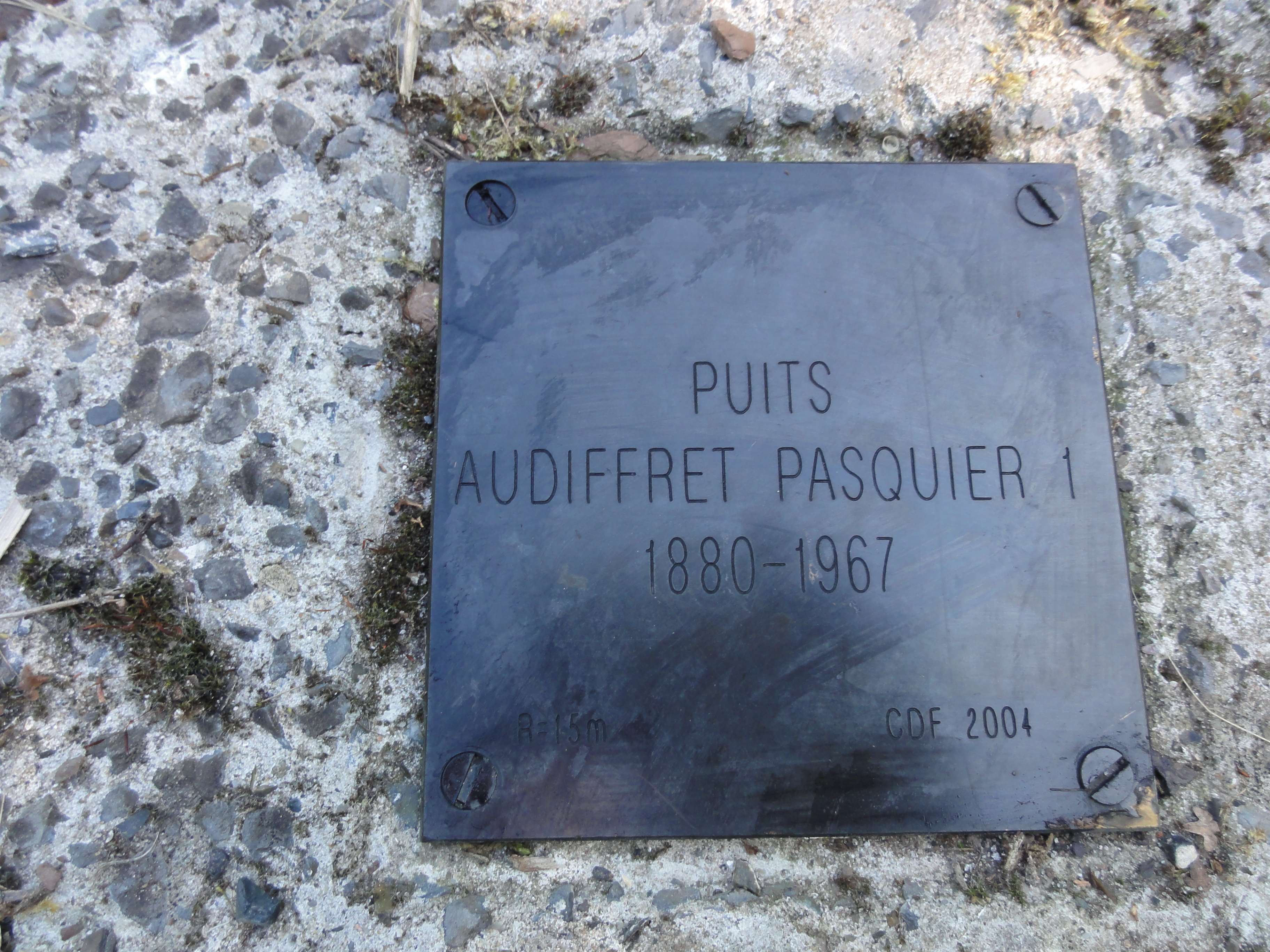
Puits Audiffret-Pasquier no 1, 1880 - 1967.
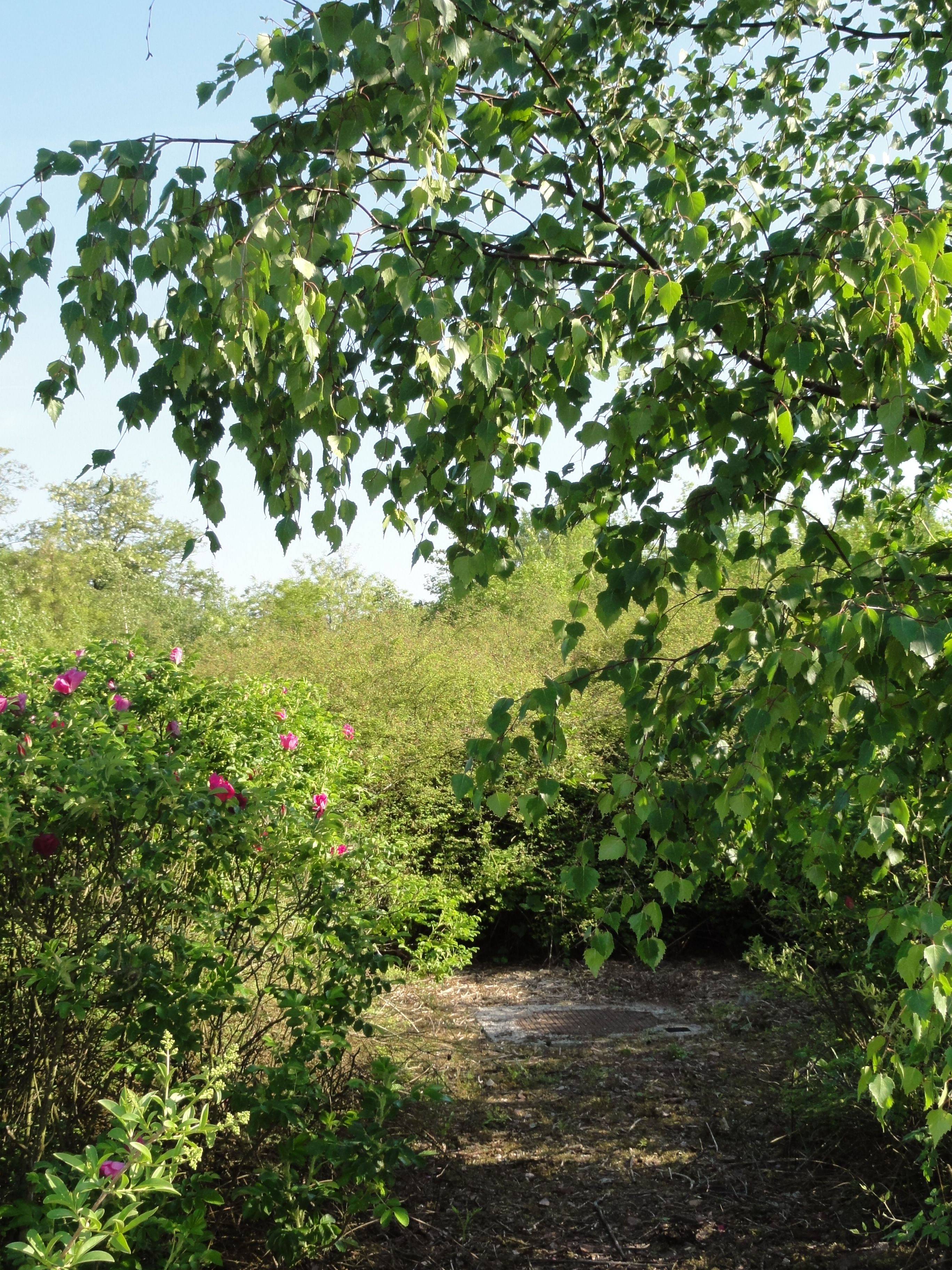
Le puits no 1 dans son environnement.
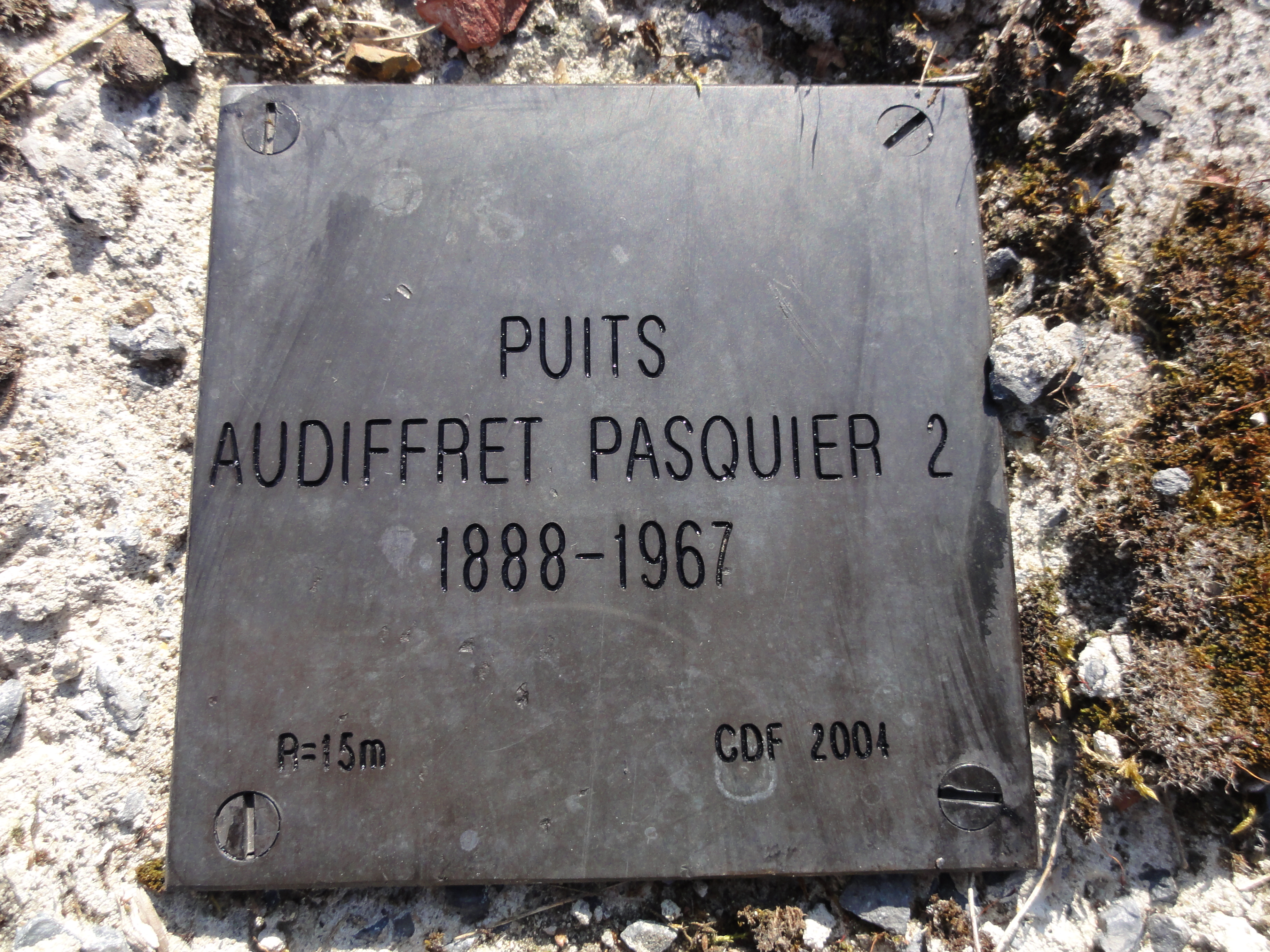
Puits Audiffret-Pasquier no 2, 1888 - 1967.
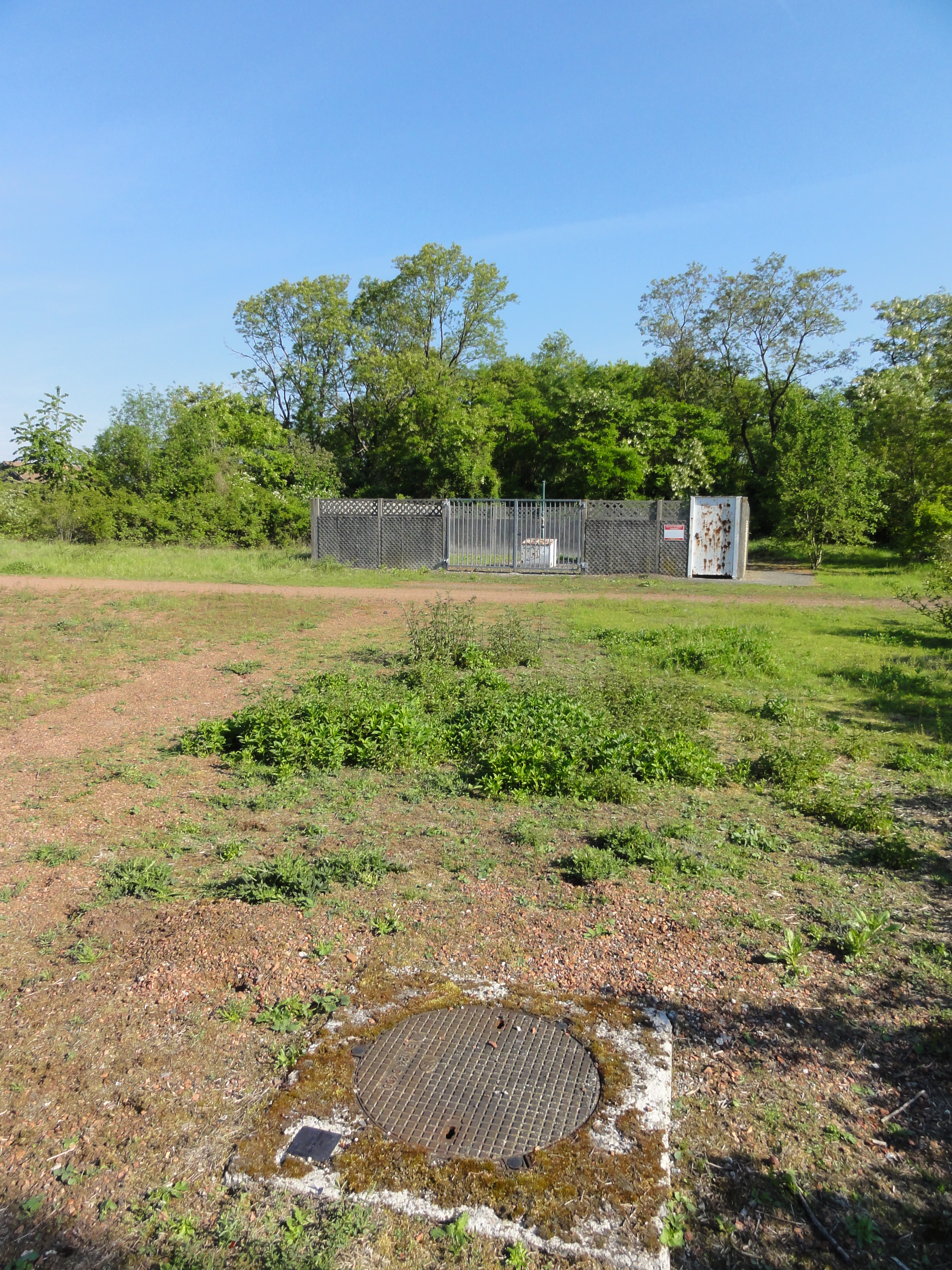
Le puits no 2 dans son environnement, et le sondage de décompression.
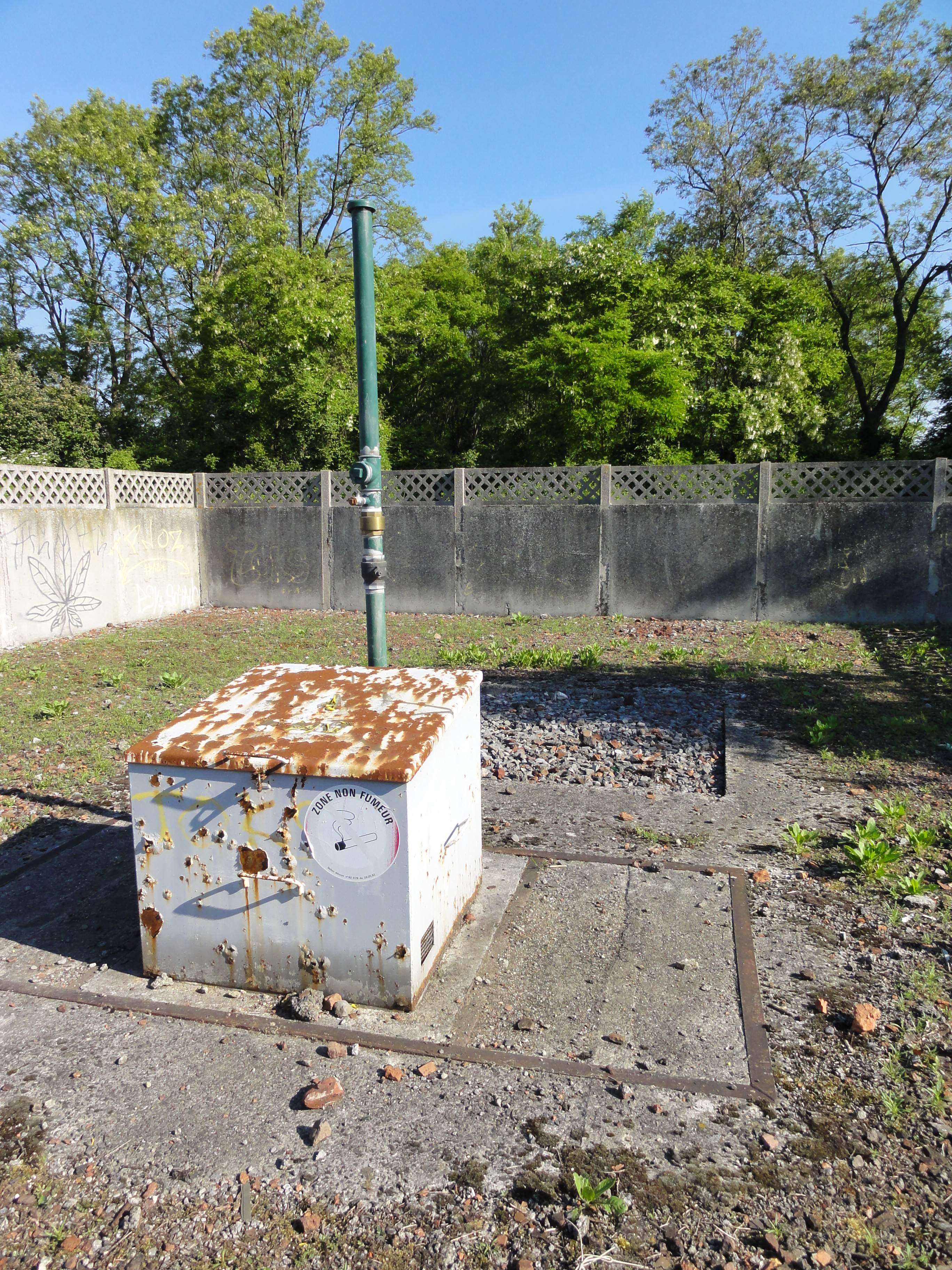
Le sondage de décompression.

## Les terrils
Deux terrils coniques résultent de l'exploitation de la fosse.

### Terrilno152, Audiffret Nord

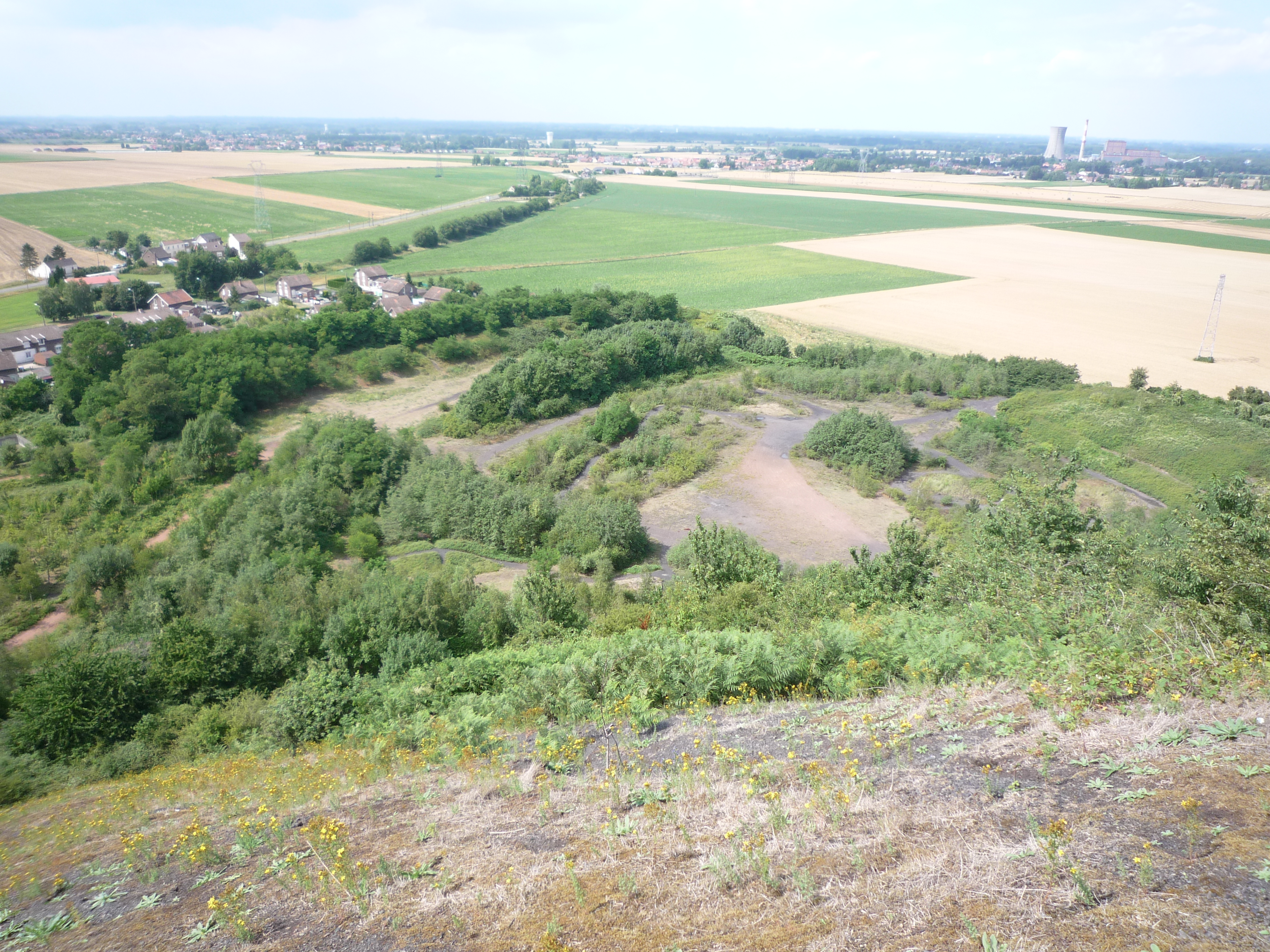
Le terril Audiffret Nord.

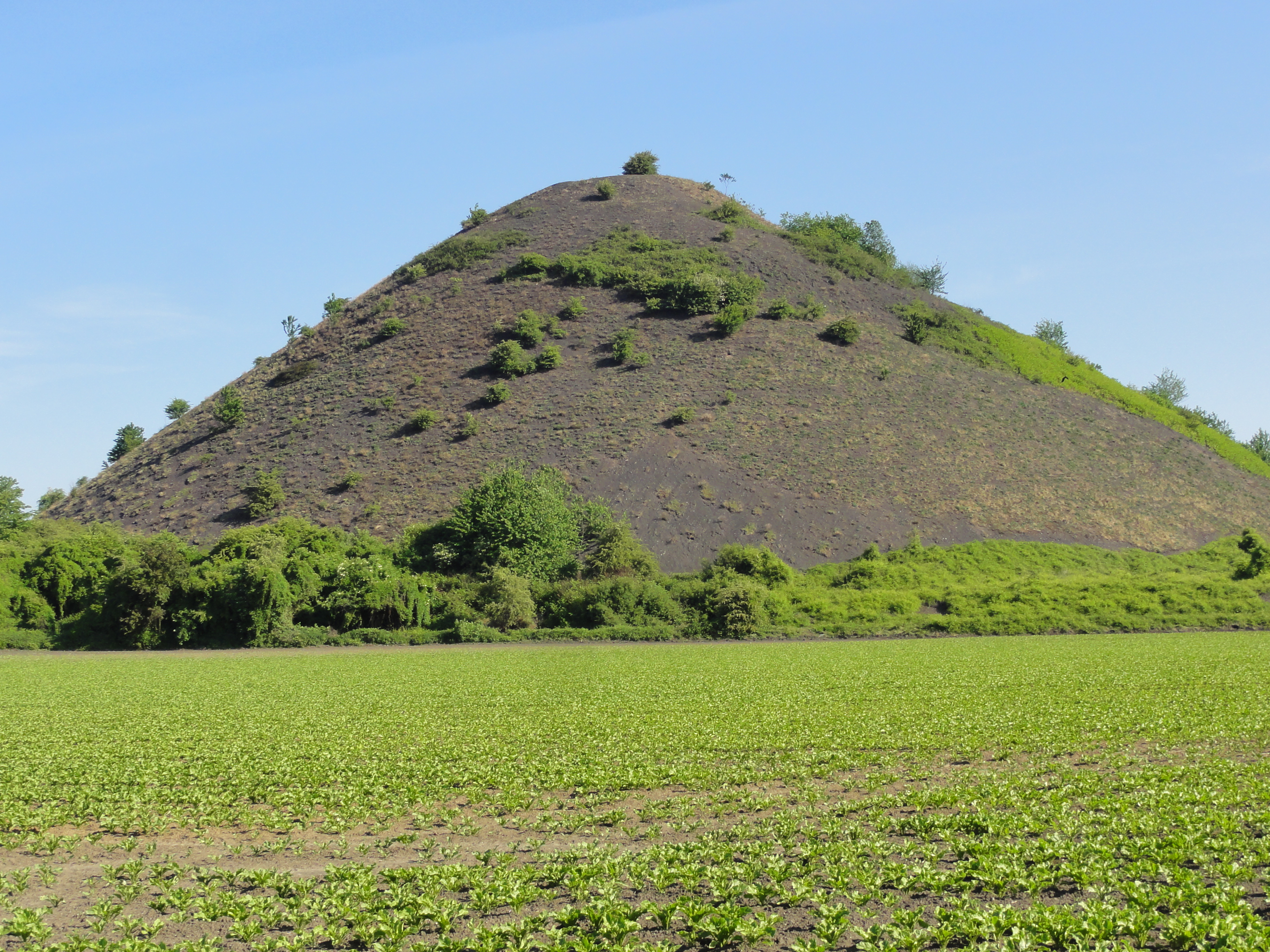
Le terril Audiffret Sud.

50° 20′ 51″ N, 3° 20′ 47″ E
Le terril no 152, Audiffret Nord, situé à Escaudain, est le terril conique le plus septentrional de la fosse Audiffret-Pasquier des mines d'Anzin. Initialement haut de 65 mètres, il a été exploité, et il n'en subsiste que la base.

### Terrilno153, Audiffret Sud
50° 20′ 46″ N, 3° 20′ 49″ E
Le terril no 153, Audiffret Sud, situé à Escaudain, est le terril conique de la fosse Audiffret-Pasquier des mines d'Anzin. Il n'a pas été exploité, est intact et haut de 65 mètres. Il a été sauvé en septembre 1978 suite aux actions menées par un comité réunissant des historiens, journalistes, écrivains locaux (Gilbert Dhenain, Francis Dudzinski-Ozdoba, André Lebon...). Il fait partie des 353 éléments répartis sur 109 sites qui ont été classés le 30 juin 2012 au patrimoine mondial de l'Unesco. Il constitue une partie du site no 19.

## Les cités
Des cités ont été établies à proximité de la fosse Audiffret-Pasquier. La cité pavillonnaire Alsace, la cité de corons Audiffret, les maisons d’ingénieurs Audiffret, le laboratoire et le centre médical de la Société de Secours Minière, le groupe scolaire de la cité Audiffret, et la cité pavillonnaire Couture, font partie des 353 éléments répartis sur 109 sites qui ont été classés le 30 juin 2012 au patrimoine mondial de l'Unesco. Ils constituent une partie du site no 19.

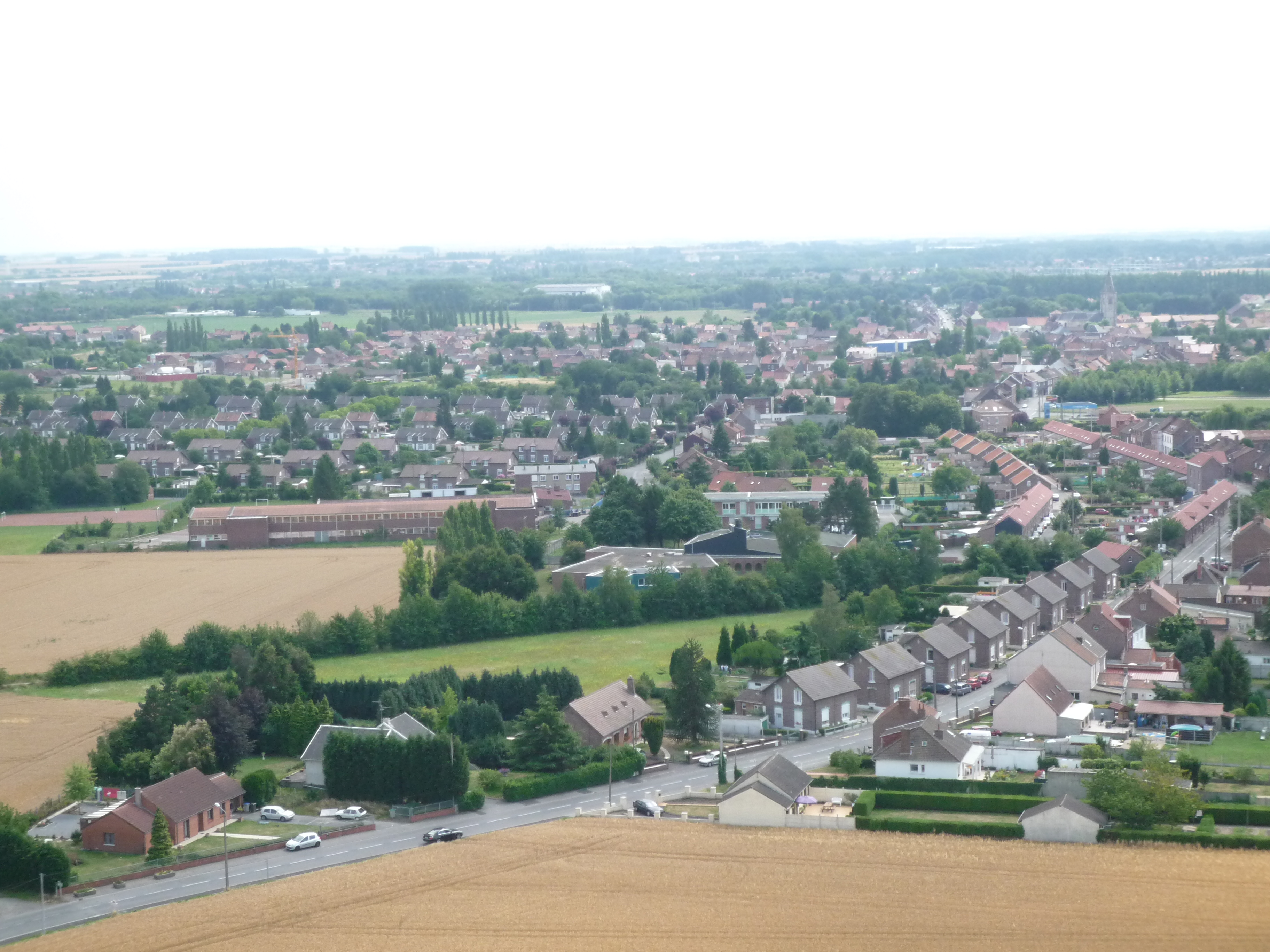
Les cités vues depuis le terril no 153.
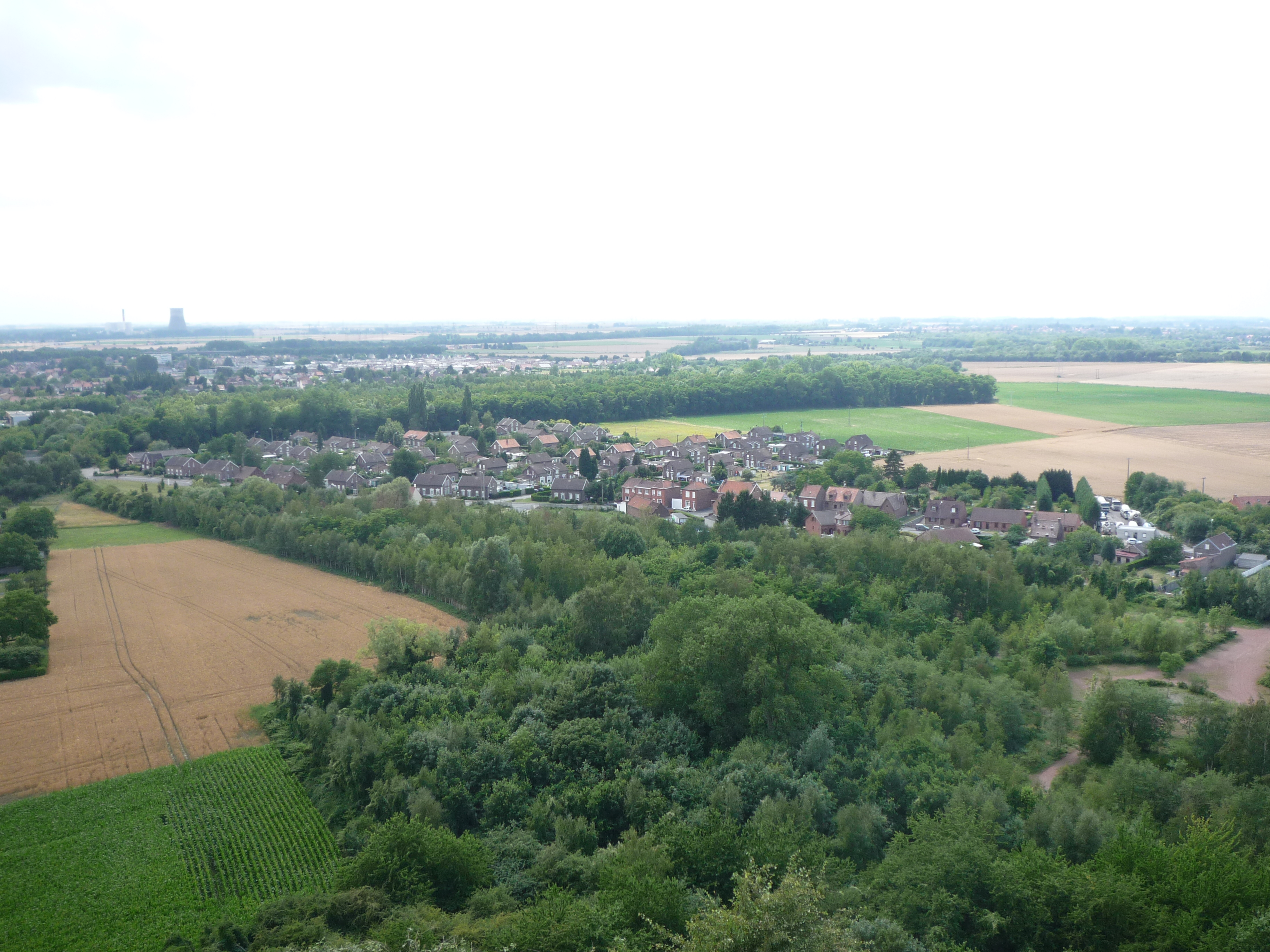
Les cités vues depuis le terril no 153.
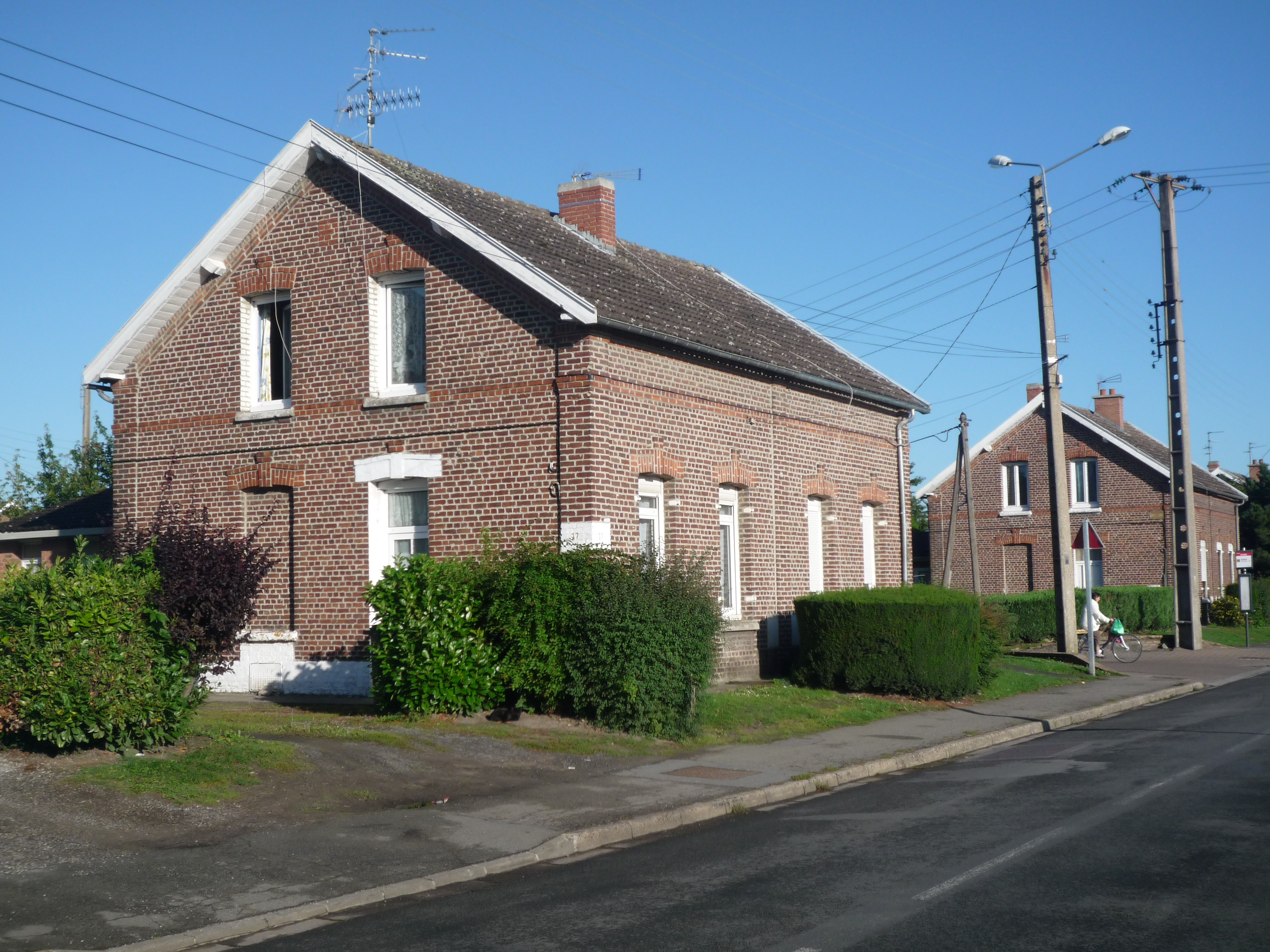
Des habitations groupées par deux.
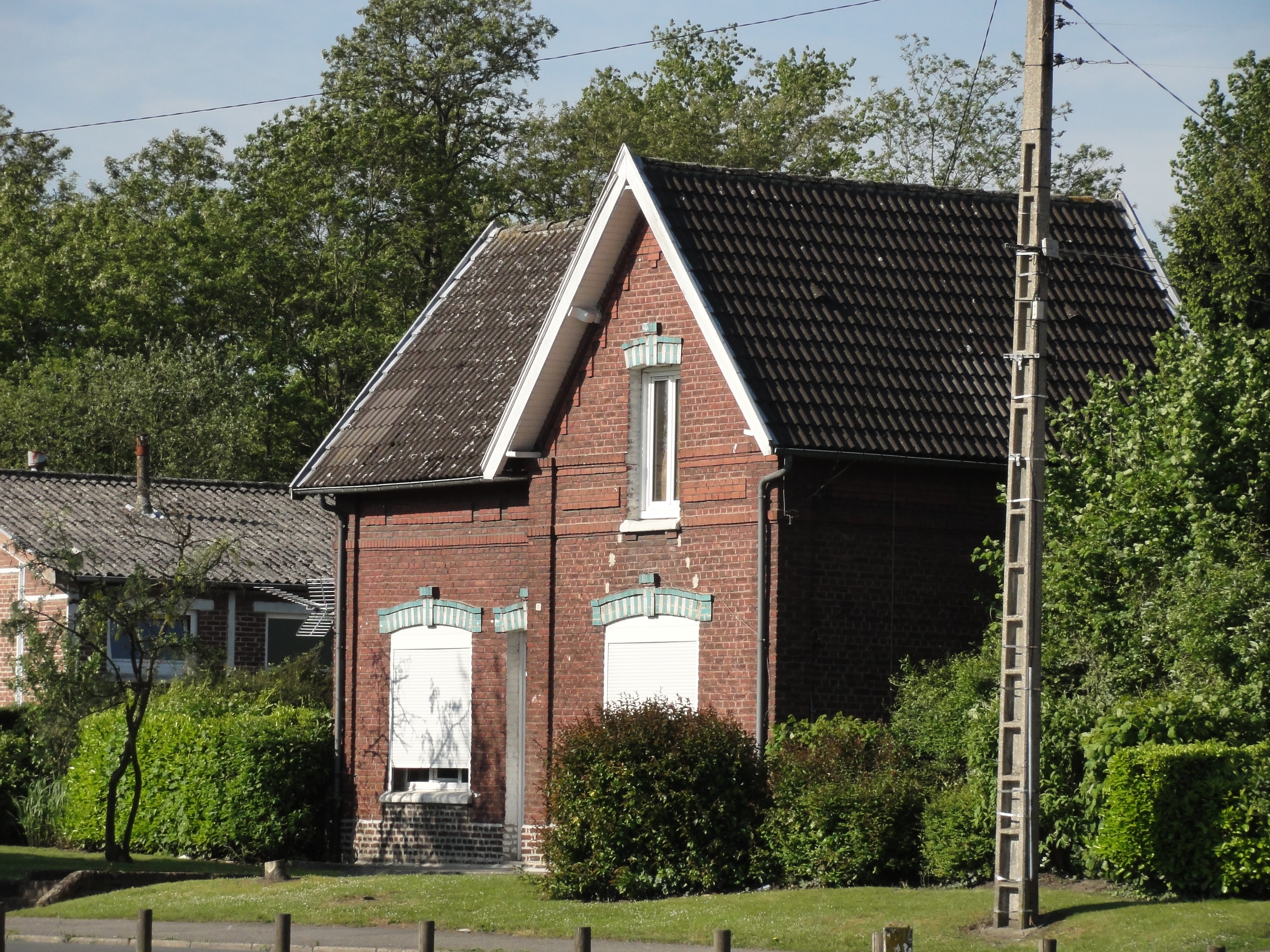
Des habitations groupées par deux.
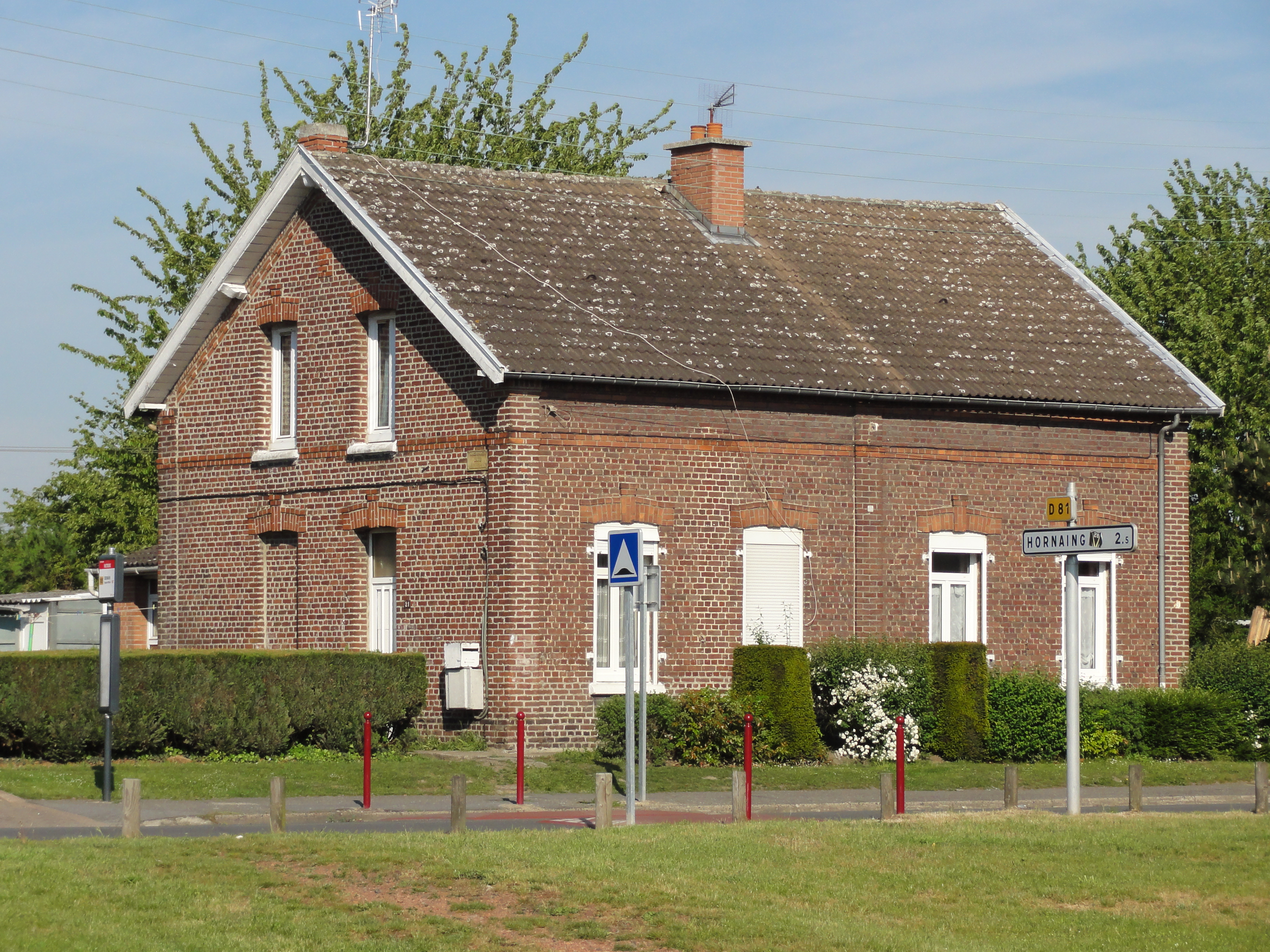
Des habitations groupées par deux.
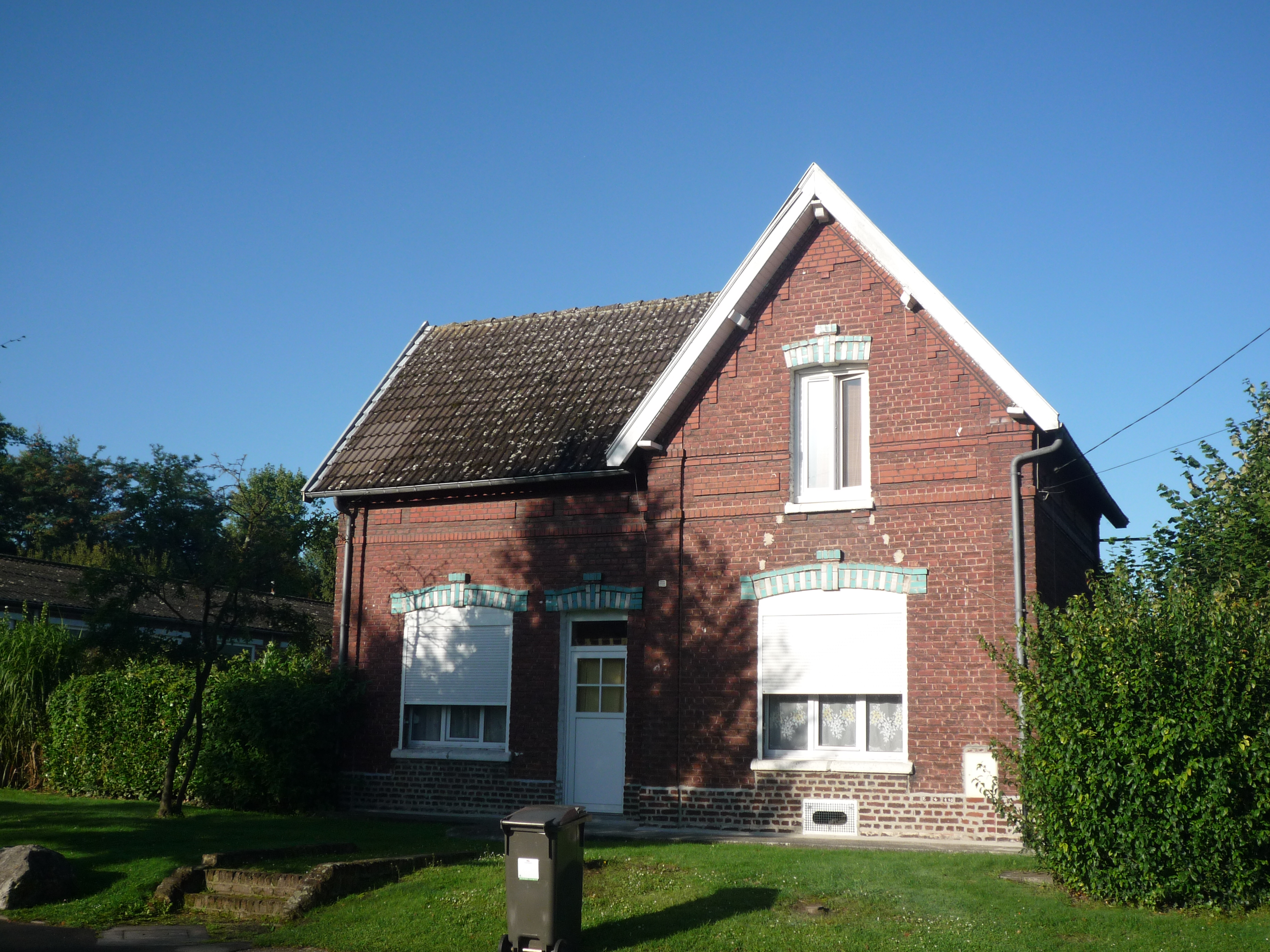
Des habitations groupées par deux.